# JXD 1000
JXD 1000 — портативная игровая консоль, выпущенная в 2009 году китайской компанией JinXing Digital (JXD). Относится к шестому поколению. Поддерживает эмуляцию других игровых консолей.
Устройство имеет значительное внешнее и конструктивное сходство с Sony PlayStation Portable. В частности, символы на правых кнопках (крестик, кружок, квадратик, треугольник) в точности соответствуют таковым у приставок семейства PlayStation и охраняются как товарный знак Sony. Тем не менее, из-за особенностей китайского законодательства это не привело к юридическим последствиям для JXD и её партнёров.

## Программное обеспечение
Приставка работает под управлением прошивки, типичной для большинства консолей на процессорах Sunplus 8000-й серии. Предустановлены эмуляторы нескольких игровых консолей и встроенные игры. Имеется радио, музыкальный и видеоплеер, калькулятор и несколько простых приложений.

## Аналоги
Как и многие другие китайские гаджеты, выпускалась под несколькими локальными брендами. Эти устройства отличаются от оригинала лишь логотипами на корпусе — технически и программно они в точности совпадают с оригиналом.
- Micromax G3100
- Turbo 430 New
- PGP AIO 4300
- Smaggi AIO Smarti A350

## Обзоры
- Обзор консоли JXD V1000. Dingoo A320.Русский Ресурс (25 июня 2011). Дата обращения: 5 января 2018.
- JXD A1000 — Игровая консоль и по совместимости медиа-плеер! Mysku.ru. Дата обращения: 5 января 2018.